# Rhinella fernandezae
Rhinella fernandezae är en groddjursart som först beskrevs av José María Alfono Félix Gallardo 1957.  Rhinella fernandezae ingår i släktet Rhinella och familjen paddor. IUCN kategoriserar arten globalt som livskraftig. Inga underarter finns listade i Catalogue of Life.